# Yvan Roux
Yvan Roux, né le 4 avril 1965 à Toulon (Var), est un joueur français de rugby à XV qui évoluait au poste de deuxième ligne (1,97 m pour 110 kg).
Il est restaurateur sur la côte d'Azur.

## Carrière
- jusqu'en 1994 : RC Toulon
- Stade français Paris

## Palmarès
- Championnat de France de première division :
  - Champion (1) : 1987
  - Vice-champion (2) : 1985 et 1989